# Antonio Benivieni
Antonio Benivieni (Firenze, 3 novembre 1443 – Firenze, 2 novembre 1502) è stato un medico italiano rinascimentale.
Pioniere dell'anatomia patologica (che verrà tuttavia sistematizzata definitivamente solo dal Morgagni nel XVIII secolo), nel contesto più generale di ripresa, in Europa, della pratica autoptica, caduta in disuso durante il periodo medievale, il Benivieni fu l'autore dei primi studi empirici, riconosciuti in letteratura, in campo teratologico; sua anche la prima descrizione della perforazione intestinale e osservazioni di rilievo su diverse patologie come la dissenteria cronica, i calcoli alla cistifellea e la sifilide, verificando in quest'ultimo caso la trasmissione della malattia dalla madre al feto. 
Parte dei suoi risultati in campo medico furono pubblicati postumi dal fratello Girolamo, nel 1507, nell'opera De abditis nonnullis ac mirandis morborum et sanationum causis che contiene una selezione di 111 osservazioni a carattere anatomo-patologico. 
Solo nel 1855, verrà invece pubblicata tutta la produzione a noi nota dell'anatomista rinascimentale, grazie al rinvenimento e alla traduzione del manoscritto originale del Benivieni ad opera di Carlo Burci. 